# Witnekduif
De witnekduif (Columba albinucha) is een vogel uit de familie van duiven (Columbidae).

## Verspreiding en leefgebied
Deze soort komt voor in Kameroen, oostelijk Congo-Kinshasa, westelijk Oeganda, Rwanda en Burundi.